# Благојевићи (Горажде)
Благојевићи је насељено мјесто у граду Горажду, Босна и Херцеговина.

## Становништво
|         | 2013.      | 1991.       | 1981.        | 1971.        |
| Укупно  | 0 (0,000%) | 15 (100,0%) | 26 (100,0%)  | 52 (100,0%)  |
| Срби    | –          | 12 (80,00%) | 15 (57,69%)  | 35 (67,31%)  |
| Бошњаци | –          | 2 (13,33%)1 | 11 (42,31%)1 | 17 (32,69%)1 |
| Остали  | –          | 1 (6,667%)  | –            | –            |

1. 1 На пописима од 1971. до 1991. Бошњаци су пописивани углавном као Муслимани.